# Euchroïet
Het mineraal euchroïet is een gehydrateerd koper-arsenaat met de chemische formule Cu2(AsO4)(OH)·3(H2O).

## Eigenschappen
Het doorzichtig tot doorschijnend preigroen tot smaragdgroene euchroïet heeft een glasglans, een groene streepkleur en de splijting van het mineraal is imperfect volgens het kristalvlak [101] en [110]. Het kristalstelsel is orthorombisch. euchroïet heeft een gemiddelde dichtheid van 3,42, de hardheid is 3,5 tot 4 en het mineraal is niet radioactief. De dubbelbreking van euchroïet is 0,0380.

## Naam
De naam van het mineraal euchroïet is afgeleid van de Griekse woorden eu ("goed") en chros, dat "kleur" betekent.

## Voorkomen
Euchroïet is een secundair mineraal dat voorkomt in koperhoudende afzettingen. De typelocatie van euchroïet is Libethen, Slowakije. Het mineraal wordt verder gevonden in Missoula County, Montana, Verenigde Staten.